# Liste der Monuments historiques in Baroville
Die Liste der Monuments historiques in Baroville führt die Monuments historiques in der französischen Gemeinde Baroville auf.

## Liste der Objekte
| Bezeichnung                                                        | Beschreibung | Standort                        | Kennzeichnung | Schutzstatus | Datum | Bild |
| ------------------------------------------------------------------ | --- | ------------------------------- | ------------- | ------------ | ----- | ---- |
| Kredenz                                                            | Holz, bemalt, 18. Jahrhundert                                                                                   | in der Kirche St-Étienne (Lage) | PM10004561    | Inscrit      | 1975  |      |
| Skulptur Heiliger Stefan                                           | Holz, farbig gefasst und vergoldet, 17. Jahrhundert                                                             | in der Kirche St-Étienne (Lage) | PM10004573    | Inscrit      | 1975  |      |
| Gemälde Martyrium des heiligen Sebastian                           | Ölfarbe auf Leinwand, 18. Jahrhundert                                                                           | in der Kirche St-Étienne (Lage) | PM10004574    | Inscrit      | 1976  |      |
| Nikolausaltar                                                      | Retabel; Holz, farbig gefasst und vergoldet, 18. Jahrhundert; zugehörig PM10004703                              | in der Kirche St-Étienne (Lage) | PM10004577    | Inscrit      | 1983  |      |
| Gemälde Der heilige Nikolaus und die drei Knaben                   | Ölfarbe auf Leinwand, erste Hälfte des 19. Jahrhunderts                                                         | in der Kirche St-Étienne (Lage) | PM10004703    | Inscrit      | 1983  |      |
| Skulptur Madonna mit Kind                                          | Kalkstein, farbig gefasst und vergoldet, 14. Jahrhundert                                                        | in der Kirche St-Étienne (Lage) | PM10000233    | Classé       | 1908  |      |
| Adlerpult                                                          | Hoz, bemalt und vergoldet, Anfang des 19. Jahrhunderts                                                          | in der Kirche St-Étienne (Lage) | PM10004571    | Inscrit      | 1975  |      |
| Hauptaltar                                                         | Altartisch und Retabel; Holz und Kalkstein, farbig gefasst und vergoldet, 18. Jahrhundert; zugehörig PM10000235 | in der Kirche St-Étienne (Lage) | PM10003056    | Classé       | 1976  |      |
| Zwei Gemälde: Martyrium des heiligen Stefan und Dreifaltigkeit     | Ölfarbe auf Leinwand, 1842                                                                                      | in der Kirche St-Étienne (Lage) | PM10000235    | Classé       | 1976  |      |
| Kruzifix                                                           | Holz, farbig gefasst, 16. Jahrhundert                                                                           | in der Kirche St-Étienne (Lage) | PM10004572    | Inscrit      | 1975  |      |
| Ewiges Licht                                                       | Metall, versilbert, 18. Jahrhundert                                                                             | in der Kirche St-Étienne (Lage) | PM10004576    | Inscrit      | 1983  |      |
| Triumphbogen                                                       | Schmiedeeisen, bemalt und vergoldet, 19. Jahrhundert                                                            | in der Kirche St-Étienne (Lage) | PM10004565    | Inscrit      | 1975  |      |
| Reliquienschreine des heiligen Coelestin und des heiligen Innozenz | Holz, vergoldet, 18. Jahrhundert                                                                                | in der Kirche St-Étienne (Lage) | PM10004564    | Inscrit      | 1975  |      |
| Skulptur Heiliger Sebastian                                        | Holz, farbig gefasst und vergoldet, 18. Jahrhundert                                                             | in der Kirche St-Étienne (Lage) | PM10004567    | Inscrit      | 1975  |      |
| Skulptur Heiliger Hubertus                                         | Holz, farbig gefasst und vergoldet, 17. Jahrhundert                                                             | in der Kirche St-Étienne (Lage) | PM10004569    | Inscrit      | 1975  |      |
| Skulptur Heiliger Jakobus der Ältere                               | Holz, farbig gefasst und vergoldet, 17. Jahrhundert                                                             | in der Kirche St-Étienne (Lage) | PM10004570    | Inscrit      | 1975  |      |
| Altarkreuz                                                         | Bronze, versilbert, 18. Jahrhundert                                                                             | in der Kirche St-Étienne (Lage) | PM10000234    | Classé       | 1908  |      |
| Skulptur Petrus                                                    | Kalkstein, farbig gefasst und vergoldet, 18. Jahrhundert                                                        | in der Kirche St-Étienne (Lage) | PM10004562    | Inscrit      | 1975  |      |
| Skulptur Paulus                                                    | Kalkstein, farbig gefasst und vergoldet, 18. Jahrhundert                                                        | in der Kirche St-Étienne (Lage) | PM10004563    | Inscrit      | 1975  |      |
| Skulptur Unterweisung Mariens                                      | Holz, vergoldet, 16. Jahrhundert                                                                                | in der Kirche St-Étienne (Lage) | PM10004566    | Inscrit      | 1975  |      |
| Skulptur Heilige Katharina                                         | Holz, farbig gefasst und vergoldet, 18. Jahrhundert                                                             | in der Kirche St-Étienne (Lage) | PM10004568    | Inscrit      | 1975  |      |
| Gemälde Martyrium des heiligen Stefan                              | Ölfarbe auf Leinwand, 18. Jahrhundert                                                                           | in der Kirche St-Étienne (Lage) | PM10004575    | Inscrit      | 1976  |      |